# 法人税等調整額
法人税等調整額（ほうじんぜいとうちょうせいがく、英：income taxes adjustment）とは、税効果会計の適用によって生じる、法人税等（法人税、住民税及び事業税）の加減算を目的に設定された勘定科目である。

## 概要
損益計算書上は法人税等の下に記載し、税務上の損金、益金で算定される課税所得と企業会計上の費用、収益で算定される当期純利益との差額を調整する。
企業会計上の費用が税務上の一時差異として否認される（つまり、当期の損金として認められない）場合、損金の減少に伴い当期純利益よりも課税所得が上回るため、法人税等調整額を貸方に計上する。この結果、繰延税金資産と当期純利益がそれぞれ法人税等調整額と同額だけ増加する。
一方、繰り延べられた税務費用（損金）が将来実現する時点では、損金の増加に伴い当期純利益よりも課税所得が下回るため、法人税等調整額を借方に計上する。この結果、繰延税金資産と当期純利益がそれぞれ法人税等調整額と同額だけ減少する。
交際費や受取配当金のような、企業会計上の費用、収益が税務上の永久差異として否認されるものについては、税効果会計は適用されず、法人税等調整額の計上も行われない。したがって、法人税等調整額の計上は、一時差異のみが対象である。